# Erode Agrippa I
Erode Agrippa I detto il Grande (in latino: Marcus Iulius Agrippa; 10 a.C. – 44) è stato un re di Giudea. Era nipote di Erode il Grande e figlio di Aristobulo e Berenice (a sua volta figlia di Salome, sorella di Erode), quando nel 39 fu investito del titolo di re.
Negli Atti degli Apostoli viene citato con il nome di Re Erode.

## Biografia
Giuseppe Flavio narra che, dopo l'assassinio del padre, il giovane Agrippa fu inviato da Erode il Grande alla corte imperiale di Roma. Qui entrò in confidenza con l'imperatore Tiberio che lo considerò alla stregua di suo figlio Druso di cui divenne anche amico.
Alla morte di Druso, Agrippa, che aveva assunto comportamenti eccessivamente stravaganti, fu obbligato a lasciare Roma.
Dopo una breve periodo in cui rimase nell'ombra, lo zio Erode Filippo tetrarca, che aveva sposato la sorella di Agrippa, Erodiade, lo nominò agoranomos (supervisore dei mercati) di Tiberiade e gli elargì una grande somma di denaro. In seguito lo zio ritirò questo suo sostegno economico ed Agrippa fu costretto a lasciare la Giudea, recandosi prima ad Antiochia e poi tornando a Roma, dove fu accolto nuovamente bene da Tiberio e dove prese a frequentare costantemente Caligola, allora molto popolare. Fu però ascoltato casualmente dal suo liberto Eutiches mentre diceva che avrebbe preferito vedere la morte di Tiberio e l'ascesa al trono di Caligola. Eutiches lo tradì ed Agrippa fu messo in prigione dall'imperatore.

Evoluzione del regno di Agrippa

In seguito alla morte di Tiberio e all'ascesa dell'amico Caligola, Agrippa fu nominato governatore dei territori precedentemente appartenuti alla tetrarchia di Filippo (Gaulanitide, Traconitide, Batanea, Auranitide e Iturea) e dell'Abilene, precedentemente governata da Lisania. Agrippa tornò a Roma con il titolo di re nel 39 e determinò la messa al bando di Erode Antipa, la cui tetrarchia di Galilea e Perea gli fu quindi assegnata.
Dopo l'assassinio di Caligola nel 41, i consigli di Agrippa aiutarono ad assicurare l'ascesa di Claudio come imperatore, mentre faceva mostra di sé come fautore del Senato. Come ricompensa del suo aiuto, Claudio assegnò ad Agrippa il governo della provincia romana di Giudea, mentre il regno di Calcide in Libano fu, su sua richiesta, assegnato al fratello Erode di Calcide. Così Agrippa diventò uno dei maggiori principi dell'est; i territori che controllava furono in estensione pari a quelli del nonno Erode il Grande. Ritornò in Giudea e la resse con grande soddisfazione dei sudditi. Il suo zelo, privato e pubblico, verso il giudaismo è stato registrato sia da Giuseppe Flavio che dai rabbini e la narrazione negli Atti degli Apostoli ne è un tipico esempio.
Attorno a Pesach dell'anno 44, Giacomo il Maggiore, il figlio di Zebedeo e fratello di Giovanni, fu catturato per ordine di Agrippa e messo a morte. Agrippa procedette anche a mettere le mani su Pietro e lo imprigionò. Negli Atti degli Apostoli si narra che Dio abbia mandato un angelo per liberare Pietro dalla prigione. Dopo Pesach, Agrippa si recò a Cesarea dove fece celebrare dei giochi in onore di Claudio e gli abitanti di Tiro e Sidone gli si assoggettarono chiedendo la fine della guerra.

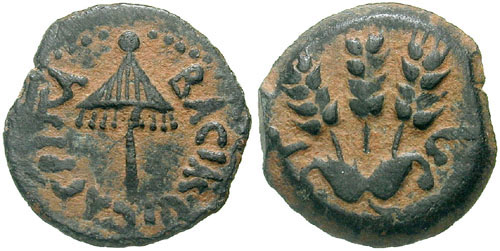
Moneta emessa da Erode Agrippa nel 41-42 d.C.

Secondo quanto raccontato in At 12,21-23, Agrippa “vestito del manto regale” e dal suo trono pronunciò un discorso davanti a un pubblico in visibilio. Nel mentre
Anche Giuseppe Flavio menziona questo episodio, aggiungendo alcuni dettagli. Scrive che Agrippa pronunciò il discorso “indossando un manto meraviglioso intessuto interamente d’argento” ma poi gli “sopraggiunse . . . un dolore allo stomaco”, che fu “acutissimo fin dall’inizio”. (Antichità giudaiche XIX libro, 346-350). Come riferisce Giuseppe Flavio, Agrippa morì cinque giorni dopo.

## Conseguenze della morte
Al momento della sua morte, l'unico erede legittimo di Erode Agrippa era il figlio adolescente Erode Agrippa II, perciò l'imperatore Claudio decise di riportare la provincia di Giudea sotto il diretto controllo di Roma attraverso un Procurator Augusti. A Cuspio Fado (44-46) successe nel governo Tiberio Giulio Alessandro fino al 48.

## Nella letteratura
- Erode Agrippa è una delle figure principali dei romanzi Io, Claudio (I, Claudius) e  Claudius the God di Robert Graves e dei loro adattamenti televisivi dove è rappresentato come un amico di Claudio.